# John Bertrand Conlan

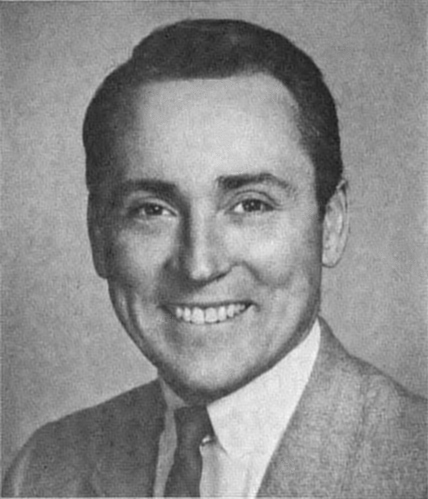
John Bertrand Conlan, 1973

John Bertrand Conlan (* 17. September 1930 in Oak Park, Illinois; † 18. Juni 2021 in Asheville, North Carolina) war ein US-amerikanischer Politiker. Zwischen 1973 und 1977 vertrat er den vierten Wahlbezirk des Bundesstaats Arizona im US-Repräsentantenhaus.

## Frühe Jahre und Aufstieg
John Conlan, Sohn des bekannten Baseballspielers Jocko Conlan, besuchte die öffentlichen Schulen seiner Heimat in Illinois. Danach studierte er bis 1951 an der Northwestern University in Evanston. Nach einem Jurastudium an der juristischen Fakultät der Harvard University wurde er im Jahr 1954 als Rechtsanwalt zugelassen. Von 1954 bis 1955 studierte er an der Universität zu Köln und danach in Den Haag internationales Recht. In den Vereinigten Staaten arbeitete er als Rechtsanwalt in Chicago. Conlan war auch Mitglied der Fakultäten für politische Wissenschaften an der University of Maryland und der Arizona State University. Von 1956 bis 1961 war er Offizier der US-Army. Am Ende seiner Dienstzeit hatte er den Rang eines Hauptmanns erreicht.

## Politische Laufbahn
Nach seiner Dienstzeit in der Armee praktizierte Conlan in Phoenix als Rechtsanwalt. Er wurde Mitglied der Republikanischen Partei. Zwischen 1965 und 1972 gehörte er dem Senat von Arizona an. Zwischen 1962 und 1972 besuchte er als Delegierter die lokalen Parteitage der Republikaner in Arizona. Bei den Kongresswahlen des Jahres 1972 wurde er für den neugeschaffenen vierten Wahlbezirk von Arizona in das US-Repräsentantenhaus gewählt. Nach einer Wiederwahl im Jahr 1974 konnte er dieses Mandat zwischen dem 3. Januar 1973 und dem 3. Januar 1977 ausüben. 1976 stellte er sich nicht zur Wiederwahl. Stattdessen bewarb er sich um einen Sitz im US-Senat, unterlag jedoch in der republikanischen Primary mit Sam Steiger einem weiteren Kongressabgeordneten, der die eigentliche Wahl dann gegen den Demokraten Dennis DeConcini verlor.

## Einzelnachweis
1. ↑  John Conlan, Arizona congressman remembered for infamous 1976 Senate campaign, dead at 90

| Personendaten    | Personendaten               |
| ---------------- | --------------------------- |
| NAME             | Conlan, John Bertrand       |
| KURZBESCHREIBUNG | US-amerikanischer Politiker |
| GEBURTSDATUM     | 17. September 1930          |
| GEBURTSORT       | Oak Park, Illinois          |
| STERBEDATUM      | 18. Juni 2021               |
| STERBEORT        | Asheville, North Carolina   |